# Конституция
Конституцията (или основен закон) е върховен закон и другите закони не могат да ѝ противоречат.
Значението на термина конституция се е променяло (развивало) през вековете.
Конституция се нарича основният закон на държавата, който установява принципите на управление – формата, структурата и процедурите на държавните и местните органи, икономиката и обществото и отношенията между държавата и гражданите. В този (формален) смисъл всяка държава има конституция. Поначало тези принципи са подредени в писмен документ.
Систематизирано и обобщено може да се каже, че конституцията:
- е систематизирана съвкупност от правни норми, имащи най-висок ранг;
- регулира основния правов ред в държавата относно нейната форма, структура и организация;
- установява и урежда отношението „държава-гражданин“.
- е създадена на основата на общественото съгласие и по особен ред.

Конституцията е правно нормативно произнасяне с най-висока сила по основните ценности и по основните принципи за упражняването на властта в държавата.
Материалното понятие за конституция посочва двата задължителни елемента на конституцията – разделение на властите и гаранция на правата на гражданите. Това съвременно разбиране се изгражда едва от края на 18 век с движението за конституционализъм.
Конституциите могат да се отнасят до различни типове политическо организиране – както на наднационално ниво (Европейски съюз), така и на федерално (САЩ), на държавно, на щатско ниво (Конституция на Масачузетс) или на други вътренационални нива.
Понякога, особено в англоезичния свят, където липсват по-подходящи думи, се говори за „конституция“ на търговски обединения, корпорации, доброволчески асоциации.

## Конституция на България
- Първата българска конституция е приета на 16 април 1879 г. от Учредителното събрание във Велико Търново. Тя остава в сила до 1947 г., когато е приета „Конституция на Народна република България“, или още известна като Димитровска конституция, по-късно заменена 1971 г. от т.нар. Живковска конституция. С падането на комунизма е приета нова конституция, която изоставя наименованието „Народна“, това е конституцията от 13 юли 1991 г., приета от VII велико народно събрание, която е и действаща. Тя се състои от 169 члена, подредени в 10 глави плюс преходни и заключителни разпоредби.

## История и развитие

### Ранни конституции
През 1877 г. разкопки на Ернест дьо Сарзек в съвременен Ирак, откриват доказателства за най-ранния известен правосъден кодекс, издаден от шумерския цар Урукагина от Лагаш от около 2300 г. пр.н.е. Може би най-ранния пример за законник на управлението, самият документ все още не е открит, но е известно, че той позволява някои права на гражданите. Например, известно е, че той освобождава от данък вдовиците и сираците, и защитава бедните от лихварството на богатите.
След това, много владетели и държави управляват чрез специални кодекси от писани закони. Най-старият съществуващ такъв документ изглежда е законникът на Ур-Наму от Ур (от около 2050 г. пр.н.е.). Някои от по-известните древни кодекси включват този на Липит Ищар от Исин, законника на Хамурапи от Вавилон, хетските закони, асирийските закони и Мойсеевия закон.

### Атина
През 621 г. пр.н.е. са написани Драконовите закони – кодифицираните жестоки устни закони на града-държава Атина. Този кодекс предписва смъртно наказание за много нарушения (в днешно време някои особено тежки правила често са наричани „драконовски мерки“). През 594 г. пр.н.е. Солон, управител на Атина, създава новите Солонови закони. Те облекчават тежестта на тези, които работят, и определят, че мястото в управляващата класа се основава по-скоро на богатството (плутокрация), отколкото по рождение (аристокрация). Клистен реформира атинската конституция и я поставя на демократична основа през 508 г. пр.н.е.
Аристотел (ок. 350 г. пр.н.е.) е първият в писаната история, който прави формално разграничение между обикновеното право и конституционното право, създавайки идеите на конституцията и конституционализма и се опитва да класифицира различните форми на конституционното управление. Най-основното определение, което той използва за описване на конституцията в общи линии е „разпределението на службите в държавата“. В творбите си „Конституцията на Атина“, „Политика“' и „Никомахова етика“, той изследва различните конституции, включително тези на Атина, Спарта и Картаген. Той класифицира едновременно тези, които счита за добри и тези, които счита за лоши конституции, и стига до заключението, че най-добрата конституция е смесена система, включваща монархически, аристократични и демократични елементи. Той също така прави разграничение между граждани, които имат право да участват в държавното управление и неграждани и роби, които нямат.

### Древен Рим
В началните години на Принципата в Древния Рим по-голямо значение имат сенатусконсултите (законови източници, издавани от римския сенат), но през 2 и 3 век императорите започват да афишират властта си и постепенно като законов източник се налагат императорските конституции. Според Гай „Constitutio principis est quod imperator decreto vel edicto vel epitola constituit“ (1, 5), като към тях се прибавяли и мандатите (главно административен характер). Едиктите (ръководни правила извън квиритското право) на императора имали сила върху цялата територия, докато декретите и рескриптите се издавали по определени казуси. Йерархическата позиция на органа, който ги издава и частичното им публикуване им придават обаче обща сила. С декретите императорът решавал правен спор, а с епистолите (рескриптите) отговарял на отделни запитвания.
Според Джордж Мусуракис се касае за четири (а не три) вида закони и решения: edicta, mandata, decrera и rescripta.
По времето на Домината разликите между отделните видове конституции се обаче загубват.

### Други
През 3 век пр.н.е., Едиктите на Ашока поставят началото на конституционните принципи в Древна Индия.
В древногерманските земи, голяма част от германските племена, които запълват властовия вакуум, оставен от Западната Римска империя през ранното Средновековие, кодифицира законите си. Един от първите записани германски племенни закони е вестготския „Законник на Ойрих“ (471 г.). Той е последван от Lex Burgundionum, прилагащ отделни закони както на германците, така и на римляните; Lex Alamannorum и Салическия закон на франките, всичките писани след 500 г. През 506 г., Breviarum (или Lex Romana) на Аларих II, крал на вестготите, приема и консолидира Codex Theodosianus с различни ранни римски закони. Системите, които се появяват малко по-късно, включват Edictum Rothari на ломбардите (643 г.), Lex Visigothorum (654 г.), Lex Alamannorum (730 г.) и Lex Frisionum (ок. 785 г.). Всички тези континентални кодекси са написани на латински език, докато англосаксонският е използван за тези на Англия, като се започне със Законите на Етелберт (602 г.). Около 893 г., Алфред Велики комбинира този и два други по-ранни саксонски кодекса, с различни християнски правила.
Японската 17-членна конституция, написана през 604 г., най-вероятно от принц Шотоку, е ранен пример за конституция в азиатската политическа история. Повлиян от будистки учения, документът се фокусира повече върху морала на обществото, отколкото върху институциите на управлението и остава забележителен ранен опит за държавна конституция.
Конституцията на Медина (на арабски: صحیفة المدینه, Ṣaḥīfat al-Madīna), известна също като „Хартата от Медина“, е изготвена от ислямския пророк Мохамед. Тя представлява официално споразумение между Мохамед и всички по-важни племена и родове в град Ятриб (по-късно известен като Медина), включващи мюсюлмани, евреи и езичници.
Документът е изготвен с изричната загриженост за слагане на край на племенните сблъсъци между клановете в Медина. За тази цел, той създава редица права и отговорности за мюсюлманските, еврейските и езическите общности на Медина, привеждайки ги в лоното на една общност – Умма.
Точната датировка на конституцията на Медина е спорен въпрос, но като цяло учените са съгласни, че е написана малко след Хиджра (622 г.).
Конституцията ефективно установява първата ислямска държава. Конституцията основава сигурността на обществото, религиозните свободи, ролята на Медина като харам или свещено място (забранени са всички форми на насилие и оръжия), сигурността на жените, стабилни племенни отношения в Медина, данъчната система за подкрепа на общността по време на конфликти, параметрите за външнополитически съюзи, система за предоставяне на защита на физическите лица, съдебната система за разрешаване на спорове, и също така регулира изплащане на кръвнина (плащане между семействата или племената за убийството на едно лице, вместо закона на талиона („око за око“).
В Уелс, Cyfraith Hywel е кодифицирана от Хиуел Да около 942 – 950 г.
В Русия, Правда Ярослава, изготвена първоначално по времето на Ярослав Мъдри, е приета от Велики Новгород около 1017 г., а през 1054 г. е включена в Руская правда и се превръща в закон за цяла Киевска Рус. Тя е оцеляла само в по-късни издания от 15 век.
При ирокезите, Гаянашагова, устната конституция на ирокезката нация, известна също като „Великия закон на мира“, установява система на управление, при която вождовете на племената от ирокезката лига взимат решения въз основа на всеобщ консенсус, след дискусии, започнати от едно от племената.
Някои историци, включително Доналд Грайнд, Брус Йохансен и други вярват, че конституцията на ирокезите вдъхновява Конституцията на САЩ – нещо, което през 1988 г.е признато от резолюция на Конгреса на САЩ.
Тезата не се счита за достоверна. Историкът от Станфордския университет, Джак Раков посочва, че „обемните записи, които имаме за конституционните дебати от края на 1780-те, не съдържат съществени позовавания на ирокезите“ и заявява, че има достатъчно европейски прецеденти на демократичните институции на Съединените щати. Франсис Дженингс отбелязва, че твърдението, направено от Бенджамин Франклин и често цитирано от привържениците на тезата, не подкрепя тази идея, тъй като тя се застъпва за съюз срещу тези „невежи диваци“ и нарича идеята „абсурдна“.
В Англия, обявяванево от Хенри I на Хартата на свободите през 1100 г., обвързва краля за първи път по отношението на духовенството и аристокрацията. Тази идея е разширена и обновена от английските барони, когато принуждават крал Джон да подпише Магна харта през 1215 г. Най-важният член на хартата е свързан с Хабеас корпус, чието условие е, че краля няма право да хвърля в затвора, да обявява извън закона, да прогонва или убива някой по прищявка – трябва да има справедлив правен процес. Този член 39 на „Магна харта“ цитира:
„Никой свободен човек не може да бъде арестуван, или затворен, или лишен от своята собственост, или обявен извън закона, или изгонен, или по някакъв начин унищожен, освен чрез съдебно решение на перовете, или от закона на земята.“
Тази разпоредба се превръща в крайъгълен камък на английската свобода. Общественият договор в първоначалния си вид е между краля и аристокрацията, но постепенно се разпространява до всички хора. Това води до системата на конституционна монархия.
В Унгария, през 1222 г. унгарският крал Андраш II издава Златната була.
В Саксония, между 1220 и 1230 г. саксонския администратор Айке фон Репгов, съставя Sachsenspiegel, който остава върховен закон в някои части на Германия чак до 1900 г.
В империята Мали през 1236 г. Сундиата Кейта представя устната конституция, обединяваща империята, наречена Курукан Фуга.
В Етиопия, около 1240 г. коптския християнски писател, Абул Фадаил Ибн ал-Асал написва Фета Негест на арабски. Ибн ал-Асал написва законите отчасти от апостолските писания и Мойсеевия закон, и отчасти от старите византийски кодекси. Има няколко исторически записа, които твърдят, че тези закони са преведени на геез и навлизат в Етиопия около 1450 г., по времето на царуването на Зара Яков. Фета Негест остава върховния закон в Етиопия до 1931 г., когато император Хайле Селасие представя съвременната конституция на Етиопия.

## Първите конституции
Първите идеи за основни закони възникват през Средновековието в Западна Европа – т.нар. статути (харти) на комуните и градовете-републики. Държавата, за която се счита, че има най-старата действаща конституционна уредба в света е република Сан Марино – това са т.нар. Leges Statutae Sancti Marini от 1600 г. С подобно общо устройствено значение си и хартите, които английският крал издава за северноамериканските колонии, от които по-късно възникват щатските конституции.
Първата щатска конституция е тази на Кънектикът от 1775 г. на базата на хартата от 1662 г. През 1776 г. Конвентът във Вирджиния гласува Декларацията за правата. През 1787 във Филаделфия е приета Федералната конституция на Федерацията на Северноамериканските щати. В действителност, погрешно се счита, че конституцията на САЩ е първата в съвременен смисъл конституция в света. За такава се възприема малко известната конституция на Корсика от 1755 г., която е основен закон на просъществувалата за кратко независимост на острова в периода 1755 – 1769 г. Първата версия на акта датира от 1735 г. Първите след нея конституции на европейския континент са конституцията на Полша от 3.V.1791 г. и конституцията на Франция от 3.IX.1791 г.

## Неписана конституция
Великобритания е една от малкото държави, които нямат писана конституция. Вместо това, за действащи се считат редица писмени актове от различни епохи, сред които Великата харта на свободите (1215 г.), Уестминстърският статут от 1931 г. и Законът за министрите на короната. Към тях се прибавят обичаите (conventional rules) и парламентарните съглашения.
Повечето конституции имат писмена форма. Значителна част започват с преамбюл, в който са посочени принципите и целите, в съответствие с които трябва да се разбират конституционните норми. Следват основните положения; статуса на хората; държавните органи; преходни и заключителни разпоредби.

## Дефиниции
Според Джон Лок Конституцията е вид договор между държавата и гражданите, изграден на взаимни отстъпки – от абсолютната власт на краля и от естествените права на гражданите. Според Джорджио дел Векио в широкия смисъл на думата конституцията е „установяването на правния ред в държавата чрез нейните основни институции“.
| „                                                                            | Онова общество, в което не са осигурени правата и властите не са здраво разделени, няма конституция. | “ |
| чл. XVI от Декларацията за правата на човека и гражданите (Франция, 1789 г.) | |   |

Почти липсват легални определения. Според Чехословашката конституция от 1920 г. конституцията определя органите, чрез които суверенният народ създава законите, изпълнява ги и правораздава, и границите, които органи не трябва да преминават.

## Характеристики
Конституцията е акт на учредителната власт, теоретично тя е първичен акт на суверена.
Конституцията е източник на правото, който съдържа абстрактни правила за поведение и е издаден от върховния законодателен орган. Това означава, че конституцията е закон. Механизмът по приемането и промяната му са описани в самия него. Конституцията се намира на върха на йерархията на нормативните актове, които не трябва да и противоречат.
Това се осигурява чрез контрола за конституционосъобразност– дифузен при Общото право и концентриран в Континенталното, неприлагането на противоречащите заварени закони и обратното действие на принципните разпоредби.
Особено важна е силата, която конституцията придава на валидно сключените международните договори. Съгласно Виенската конвенция за международните договори (съкр.) те имат примат над националното законодателство. Българската конституция им осигурява върховенство над българското вътрешно право и процедура за съобразяване на самата конституция. В други държави, например САЩ, това невинаги е така.

## Принципи
Конституционните принципи, наричани още основни принципи (защото конституцията е основен закон) са ръководни начала, основни идеи и висши правила в конституцията. Често конституционните принципи не са записани изрично в текста на конституцията, а се извеждат по тълкувателен път.
Като най-важни принципи (на българската конституция) се сочат:
- народен суверенитет
- правова държава, в частност конституционализъм
- равноправие на гражданите
- политически плурализъм
- демократизъм
- принцип за разделение на властите
- либерализъм и пазарна икономика
- хуманизъм
- социална държава и защита на потребителя

В „Политология“ (вж. литературата) Й.Йотов прави сравнение между прокламираните принципи в страните, които са се самоназовавали социалистически, и западноевропейските.
| либерална демокрация   | народна демокрация                                           |
| ---------------------- | ------------------------------------------------------------ |
| народен суверенитет    | народовластие                                                |
| либерална икономика    | социалистическа собственост върху средствата за производство |
| разделение на властите | единство на държавната власт                                 |
| правова държава        | социалистическа законност                                    |

Според концепцията за конституционния гарантизъм е достатъчно наличието на конституция и конституционна юрисдикция, за да се нарече държавата правова. Съвременните разбирания (20 век) за демократичен конституционализъм вземат предвид и съдържанието на самата конституция, възможностите за контрол от страна на гражданското общество и справедливостта на законността.

## Стабилност и изменчивост
Конституцията е стабилен юридически акт, който регистрира състоянието на обществото и държавата. Когато то се промени, често се променя конституцията, а при революционни промени – приема се нова. Една конституция може да се определи като гъвкава, ако може да бъде променяна от обикновен парламент, а ако е предвиден специален орган и ред, конституцията се определя като твърда. Неотстраняването на противоречията между състоянието на обществото и предписаното в конституцията може да доведе до социално напрежение или до погазване на конституцията, а в най-добрия случай до това, вместо фиктивната формална конституция да се прилага фактическата.

## Фактическа конституция
Политическата система се изгражда на базата на икономически, исторически, идеологически и други позиции, нейна структура са конституцията, партийната система и другите политически агенти, а ефективността ѝ се измерва чрез въздействието ѝ в икономиката, обществото и околната среда. Конституцията е в основата на политическата система, защото определя начините за разрешаване на конфликтите между отделните интереси – били те силови или реално консенсуални. Втората ѝ главна функция е да регламентира формата на държавата и правомощията на нейните органи, както и поведението на участниците в политическия процес.
Основна категория в политологическия и въобще социологическия възглед за конституцията е „фактическата конституция“. Умерените политолози не отричат формално-юридическата трактовка на конституцията, но държат сметка и за живата, реалната конституция, която е непрекъснато променяща се. Фактическите отношения между индивидите и групите в обществото се включват в едно устройство, което невинаги отговаря на записаното във върховния закон. За пример може да се посочи, прокламирането на права, които не се зачитат, или различното положение на държавните органи в страни със сходно формално конституционно устройство. Възможно е, разбира се, фактическата конституция да съответства на юридическата, тогава за фиктивна конституция не може да се говори.

## Етимология
Терминът конституция произхожда от латинския глагол constituere, което ще рече „поставяне в начално положение“ с много значения: настройвам, установявам, засаждам, учредявам, заселвам и др.
- конституция (руски конституция от полски konstytucja по латински constitutio 'разпоредба, установление'):
  - Основен закон в една държава, който определя нейното обществено и държавно устройство, избирателна система, принципите за организация и дейност на държавните органи и правата и задълженията на гражданите
  - Строеж, вътрешен състав на нещо
  - Строеж на организма; телосложение
- конституционалист (френски constitutionnaliste):
  - Познавач на конституционното право, на учението за конституционно управление
  - Привърженик на конституционния начин на управление
- конституционализъм – привързаност към конституцията
- конституционален (фр. constitutionnel) – Свързан с устройството, със състоянието
- конститутивен (рус. конститутивный от фр. constitutif) – Който съставя основата на нещо; определящ, основен.
- конституирам (немски konstituieren, френски constituer от латински constituo) – Учредявам, съставям, организирам
- Конституанта (руски конституанта от френски constituante) Учредително събрание във Франция за изработване или изменяне на конституцията свикано през 1789 – 91, 1848 – 49 и 1945 – 46 г.
- Непротивоконституционствувателствувайте – най-дългата, изкуствено създадена и неприсъстваща в официалните речници дума в българския език, съставена от 39 букви, която е заповедна форма на забрана за нарушаване на конституцията.